# 陳致鵬
陳致鵬（1981年1月15日—）為一名台灣棒球選手，曾經效力於中華職棒誠泰COBRAS、米迪亞暴龍與兄弟象，守備位置為外野手。其胞兄為同隊前明星選手陳致遠。

## 生平
2008年5月26日在對兄弟象的比賽中，從投手葉丁仁手中擊出職棒生涯第一支全壘打，巧的是該發全壘打飛越左外野手為其兄陳致遠的頭頂。
2008年12月31日於中華職棒特別選秀被兄弟象選中，與隊中陳致遠成為兄弟象的兄弟檔。
2009年3月28日於中華職棒二十年開幕戰時守備與陳冠任互相撞擊，導致陳冠任左掌脫臼，修養半個球季。
2010年球季結束, 因不符合戰力需求, 遭象隊釋出。

## 經歷
- 桃園縣中壢市自立國小少棒隊
- 臺北縣溪崑國中青少棒隊
- 臺北縣華僑中學青少棒隊（榮工）
- 臺北縣中華中學青棒隊（榮工）
- 合作金庫棒球隊
- 中華職棒誠泰COBRAS隊（2006年－2007年）
- 中華職棒米迪亞暴龍隊（2008年）
- 中華職棒兄弟象隊（2009年－2010年12月22日）

## 職棒生涯成績
| 年度   | 球隊       | 出賽 | 打數 | 安打 | 全壘打 | 打點 | 盜壘 | 四死球 | 三振 | 壘打數 | 雙殺打 | 打擊率 |
| ------ | ---------- | ---- | ---- | ---- | ------ | ---- | ---- | ------ | ---- | ------ | ------ | ------ |
| 2006年 | 誠泰COBRAS | 43   | 85   | 17   | 0      | 5    | 1    | 3      | 17   | 22     | 2      | 0.200  |
| 2007年 | 誠泰COBRAS | 40   | 52   | 10   | 0      | 9    | 0    | 3      | 11   | 11     | 2      | 0.192  |
| 2008年 | 米迪亞暴龍 | 44   | 99   | 25   | 1      | 10   | 1    | 7      | 14   | 31     | 7      | 0.253  |
| 2009年 | 兄弟象     | 50   | 131  | 32   | 0      | 11   | 1    | 4      | 19   | 36     | 4      | 0.244  |
| 合計   | 4年        | 177  | 367  | 84   | 1      | 35   | 3    | 17     | 61   | 101    | 15     | 0.229  |

## 外部連結
- 陳致鵬在台灣棒球維基館上的頁面（繁體中文）
- 陳致鵬在中華職棒
- 陳致鵬在Baseball-Reference.com（小聯盟以及海外聯盟）（英语）